# Digitale Bibliothek Sloweniens

Slowenische National- und Universitätsbibliothek Ljubljana, Sitz der Digitalen Bibliothek Sloweniens

Die Digitale Bibliothek Sloweniens (slowenisch Digitalna knjižnica Slovenije) – dLib.si  ist ein Webportal der slowenischen National- und Universitätsbibliothek mit Sitz in Ljubljana. Sie bietet Zugang zu einer breiten Palette digitaler Inhalte aus den Bereichen Wissenschaft, Kunst und Kultur.
Die Digitale Bibliothek Sloweniens steuert den Großteil des Materials bei und kümmert sich um die Entwicklung und Pflege des Portals. Viele slowenische Bibliotheken und andere Institutionen, die sich mit der Erhaltung des kulturellen Erbes befassen, stellen ihre digitalisierten Materialien zur Verfügung. Das Portal vernetzt damit ein breites Spektrum an Kultur-, Wissenschafts- und Bildungseinrichtungen, die digitale Inhalte erstellen.
Im Rahmen von dlib.si ist die Digitale Bibliothek Sloweniens Partner der Virtuellen Bibliothek Europeana.

## Geschichte
Die Anfänge der Digitalisierung an der National- und Universitätsbibliothek reichen bis ins Jahr 1996 zurück. Von 1996 bis 2003 führte die Bibliothek mehrere Digitalisierungsprojekte durch (die Porträtsammlung berühmter Slowenen, die Kopitar-Sammlung slawischer mittelalterlicher Kodizes, retrospektive Konvertierung von Katalogen für den Zeitraum 1774–1947 usw.). Sie waren auf separaten Webportalen verfügbar. Im November 2005 das Portal dLib.si eingerichtet und der Öffentlichkeit vorgestellt.
Von 2006 bis 2008 wurden mehrere groß angelegte Digitalisierungsprojekte von Materialien der National- und Universitätsbibliothek durchgeführt. Digitalisiertes Material aus anderen Bibliotheken wurde erstmals in das Portal dLib.si aufgenommen. Der EOD-Dienst – eBooks on Demand – wurde vollständig implementiert und ermöglicht Nutzern die Bestellung digitalisierter Kopien aus den Beständen der National- und Universitätsbibliothek. In Zusammenarbeit mit externen Partnern (Verlegern) hat die Bibliothek eine digitale Sammlung slowenischer wissenschaftlicher Zeitschriften erstellt und ein System zur Erlangung der gesetzlichen verpflichtenden Hinterlegung von Online-Veröffentlichungen eingerichtet.